# Мидгард

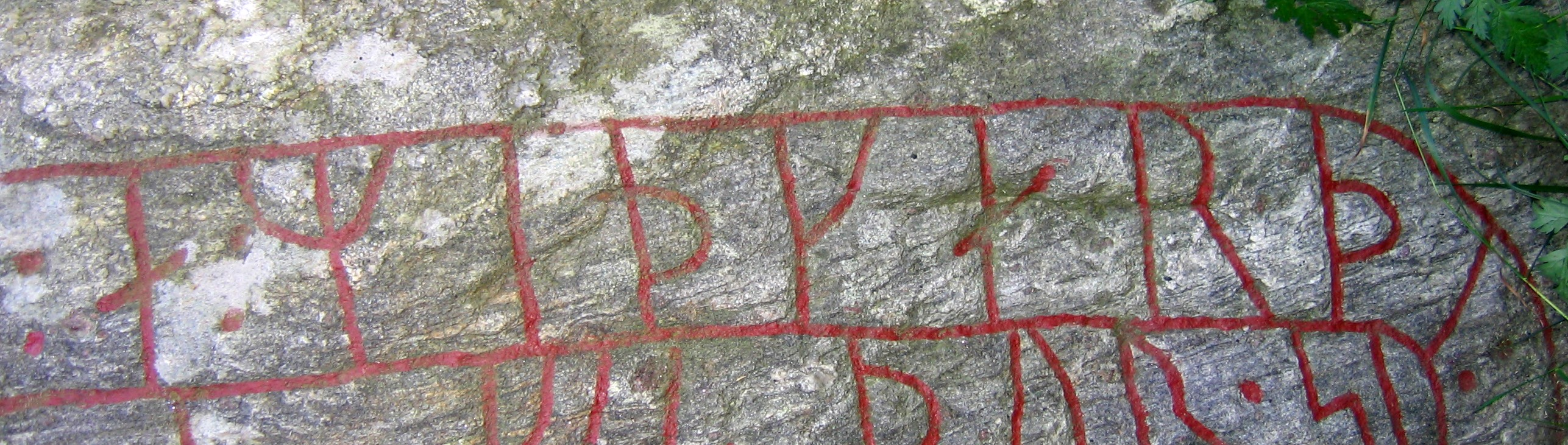
Руны a: miþkarþi на древнескандинавском à Miðgarði означают «в Мидгарде» — «в срединном мире», найдены на руническом камне Fyrby (номер в каталоге Sö 56) в провинции Сёдерманланд, Швеция.

Ми́дгард (др.-сканд. Miðgarðr — букв. «среднее огороженное пространство» — «срединная земля») в германо-скандинавской мифологии — мир, населённый людьми.

## Возникновение Мидгарда
Германо-скандинавская космогония рисует циклопический процесс создания космоса из мировой бездны Гинунгагап (др.-исл. «зияющая бездна»), когда из смешения искр огня из царства Муспельхейм и льда из царства Нифльхейм возникло первое в мире живое существо — великан Имир. Именно из его тела возникшие много позже братья-боги — Один, Вили и Ве — сотворили «свой» мир: плоскую землю, небо и Ётунхейм, заморское королевство великанов — ётунов. Создав людей, боги поселили их на земле, в срединном мире, который огородили от йотунов стеной, изготовленной из век убитого ими Имира. Так земля и получила имя Мидгард. Мидгарду боги благоволили и соединили его с небом радужным мостом, которому дали имя Биврёст (др.-исл. «радуга»).

## Другие миры
Высоко над землёй боги построили себе страну — Асгард и стали называться асами. С Ётунхеймом боги никогда не ладили и защищались от него как могли. За пределами мира, сотворённого триадой богов, создалось царство Утгард, «внешний», трансцендентный, мир, который иногда отождествляется с Ётунхеймом и куда простой смертный попасть не может.
Далее, по космогоническому закону причинно-следственных связей, из-за страшных ошибок и прегрешений асов возникло царство Хельхейм, подземный мир, управляемый богиней Хель, дочерью бога Локи.
Так создалась трехчастная структура германо-скандинавской космогонической «географии»: 1) небо, мир богов — Асгард; 2) земля, мир людей — Мидгард; 3) подземный мир, мир умерших — Хельхейм. Мирча Элиаде доказал древнее происхождение подобной структуры, равно как и образа первосущества, из тела и крови которого творится мир. Они уходят корнями в архаическое индоевропейское единство культур и религиозных систем, представляющих аналогичные мифологические модели: греческой, индо-иранской, римской, кельтской и т. д.

## Особенности
Мидгард отгорожен от других миров не только стеной из ресниц Имира. Расположенный на плоском круге, он окружен водами мирового океана, на дне которого лежит Ёрмунганд, ещё один отпрыск Локи, — Мировой змей, окольцевавший землю и держащий в зубах собственный хвост (одна из вариаций образа Уробороса, одного из самых древних и сложных эзотерических символов евразийской культуры).
Такое соседство — не столько защита для Мидгарда, сколько страшная опасность, от которой мир людей старается защищать грозный бог Тор (др-исл. «гром»). Всплыв в конце времён из Мирового океана, Ёрмунганд вызовет гибельные наводнения, наступит трёхлетняя зима (фимбульвинтер), Солнце погаснет, звёзды попадают с неба; между богами и великанами произойдёт последняя битва — Рагнарок (др.-исл. Ragnarök); боги победят чудовищ и йотунов, но и сами погибнут. Рухнет Иггдрасиль (священный ясень, Мировое Древо) и обрушит небо; огненный меч великана Сурта сожжёт мир, и Мидгард погрузится в волны мирового океана. Так рассказывает поэма «Прорицание вёльвы» (иначе — «Пророчество вёльвы», Völuspá), пересказанная Снорри Стурлусоном в его «Круге земном» (XIII век).
Но это не конец Мидгарда. Новая земля возродится из волн мирового океана, и ею будут править боги, не совершавшие клятвопреступлений и ошибок, на ней будут жить новые счастливые люди в любви, мире и достатке.

## Аналогии в современной культуре
- От слова «Мидгард» Дж. Р. Р. Толкин произвёл название «Средиземье», переведя его на английский.